# Réthoville

Réthoville este o comună în departamentul Manche, Franța. În 1 ianuarie 2018 avea o populație de 132 de locuitori.